# Linton Knoll
Linton Knoll är en kulle i Antarktis. Den ligger i Sydshetlandsöarna. Argentina, Chile och Storbritannien gör anspråk på området. Toppen på Linton Knoll är 174 meter över havet.
Terrängen runt Linton Knoll är kuperad åt nordväst, men åt sydost är den platt. Havet är nära Linton Knoll åt sydost. Trakten är glest befolkad. Närmaste befolkade plats är Commandante Ferraz Station, 13,0 kilometer väster om Linton Knoll. 